# Cánh đồng cồn cát Hagal
Hagal là tên gọi không chính thức của một cồn cát trên sao Hỏa nằm ở cực bắc của hành tinh này. Tên của nó bắt nguồn từ tên cồn cát trong tiểu thuyết Dune của Frank Herbert và hành tinh hư cấu Hagal. Nó nằm ở kinh độ 78,0 ° Bắc; vĩ độ 84,0 ° Đông, bao gồm các đụn cát tuyến tính và vòng tròn với hướng trượt về phía đông nam. Đó là một trong những cồn cát đã được chọn trong mục tiêu chụp ảnh của máy ảnh HiRISE đặt trên tàu Mars Reconnaissance Orbiter, với một hình ảnh được chụp cứ sau mỗi sáu tuần, vào năm thứ ba (MY31–Mars Year 31) của chuyến thám hiểm định kỳ. Chúng được gọi là "Mật mã sao Hỏa" do hình dạng tuyến tính và tròn của các đụn cát, bên cạnh đó cồn còn có hình dạng các dấu chấm và dấu gạch ngang.

## Hình thành
Mặc dù thông thường có thể thu thập được thông tin gió từ hình dạng của cồn cát, sự phức tạp của hình dạng cồn cát Hagal khiến việc xác định hướng gió hình thành cồn cát trở nên khó khăn. Người ta cho rằng vị trí của miệng hố tròn có thể hình thành do tác động của thiên thạch va chạm vào cồn cát, nên đã làm giảm số lượng cát trên cồn cát này; từ đó đã tác động đến địa hình khu vực xung quanh, góp phần vào thay đổi địa mạo do gió tạo nên.
Các đụn cát dạng tuyến tính (hình dấu gạch ngang) được hình thành thông qua tác động của gió hai chiều, tác động theo hướng vuông góc với dãy cồn cát kéo dài, gây ra hiệu ứng phễu, từ đó thổi cát tích tụ dọc theo trục tuyến tính của cồn cát. Cồn cát hình tròn (chấm) được hình thành khi những cơn gió làm gián đoạn các dãy cát tuyến tính. Các cồn cát tròn được phân loại là "cồn cát dạng lưỡi liềm". Tuy nhiên, phân tích chính xác hoạt động của một trong hai kiểu hình dạng này vẫn khó khăn và đây là lý do mà khu vực đã được HiRISE chọn để chụp ảnh.
Veronica Bray, chuyên gia nhắm mục tiêu chụp ảnh của HiRISE đã nhận xét rằng có những cồn cát có hình dạng tương tự nằm tại nhiều địa điểm khác trên Sao Hỏa, nhưng khu vực cồn cát Hagal cung cấp hình ảnh tốt hơn khi chụp dạng địa hình này. Bray cũng giải mã "Mật mã Morse" của cấu trúc cồn là "NEE NED ZB 6TNN DEIBEDH SIEFI EBEEE SSIEI ESEE SEEE !!".